# قطعه (زمین)

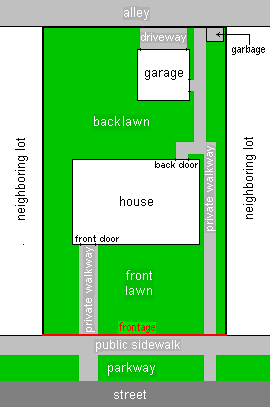
نمودار یک قطعه خانه نمونه که از بالا دیده می‌شود، چمن‌های جلو و پشت، موقعیت سازه‌ها در قطعه و محیط پیرامون را نشان می‌دهد. مرزهای طرح با رنگ مشکی مشخص شده‌اند به جز قسمت جلویی که با رنگ قرمز نشان داده شده‌است. در این مثال، محیط نزدیک شامل یک پیاده‌رو، منطقه پارکینگ، و بخشی از جاده در جلو و بخشی از یک کوچه در پشت است. سازه‌های این قطعه شامل یک خانه، گذرگاه‌های خصوصی، و در پشت - یک گاراژ مجزا با دسترسی راننده به کوچه و یک منطقه کوچک برای زباله است.

در املاک و مستغلات، قطعه یا واحد زمین (به انگلیسی: Land lot/plot)، قطعه زمینی است که مالک یا به قصد مالکیت برخی از مالکان است. یک قطعه اساساً قطعه‌ای از اموال غیرمنقول در برخی کشورها یا اموال غیرمنقول (به معنای عملاً همان چیز) در دیگر کشورها در نظر گرفته می‌شود. مالک (های) احتمالی یک قطعه می‌تواند یک یا چند شخص یا اشخاص حقوقی دیگر، مانند یک شرکت/ شرکت، سازمان، دولت یا بنگاه باشد. شکل متداول مالکیت یک قطعه در برخی کشورها هزینه ساده نامیده می‌شود.